# جامعة السليمانية التقنية
جامعة السليمانية التقنية (باللغة الكردية زانکۆی پۆلیتەکنیکی سلێمانی) هي إحدى الجامعات الحكومية وعضو في الاتحاد الدولي للجامعات وهي تقع في مدينة السليمانية، منطقة Qirga في إقليم كردستان العراق. وهي واحدة من المراكز العلمية والثقافية الهامة في المنطقة. تأسست وحدة التخطيط الاستراتيجي في الأصل في عام 1996 تحت اسم مؤسسة من المؤسسات الفنية (FTE)، ثم في عام 2003 غُيّر إلى "مؤسسة التقنية السليمانية التعليم.
تضم وحدة التخطيط الاستراتيجي حاليا 13 معهد وكلية. ويقع الحرم الجامعي الرئيسي في مدينة السليمانية، والبعض الآخر في مدن دوكان، كلار، حلبجة، جمجمال، دربنديخان وخانقين. تملك حالياً 13500 طالب المرحلة الجامعية. وتقدم الجامعة مجموعة متنوعة من المجالات الرئيسية للدراسة بما في ذلك الهندسة والصحة والعلوم الطبية، الزراعة، علوم الحاسوب، تكنولوجيا المعلومات والاتصالات وإدارة الأعمال الرائدة ليسانس التقنية ودرجة الدبلوم
وكان الهدف الرئيسي من تأسيسها لإدارة التعليم الفني في كردستان الذي هو جانب رئيسي ومهم في التعليم العالي. واجب آخر من وحدة التخطيط الاستراتيجي هو إعداد الخبراء والفنيين لتطوير المجتمع، القطاع الحكومي والقطاع الخاص، بالإضافة إلى الإشراف الإداري للمعاهد والكليات التقنية تقع داخل حدود السليمانية وكرميان.
وإجراء الدراسة أساسا الفصول الصباحية بدوام كامل. ولكن نظرا لزيادة الطلب من حيث أعداد الطلاب، أنشئت دورات مسائية في عام 2008 للمرة الأولى. في العام الدراسي 2011/2012، تم إدخال دراسة موازية في SPU. أعيدت هيكلة الموظفون بدوام لجامعة السليمانية للفنون التطبيقية في أغسطس 2012 بقرار من مجلس الوزراء.

## كليات ومعاهد جامعة السليمانية التقنية
| ت. | الكيات والمعاهد              | سنة التأسيس |
| -- | ---------------------------- | ----------- |
| 1  | المعهد الزراعي الفني باكراجو | 2007        |
| 2  | كلية التقنية الزراعية حلبجة  | 2004        |
| 3  | المعهد التقني السليمانية     | 1973        |
| 4  | المعهد التقني كلار           | 1995        |
| 5  | المعهد التقني جمجمال         | 2000        |
| 6  | 2000                         |             |
| 7  | معهد علوم الكمبيوتر          | 2003        |
| 8  | المعهد التقني دوكان          | 2004        |
| 9  | المعهد التقني دربندخان       | 2005        |
| 10 | الكلية التقنية المعلوماتية   | 2013-2014   |
| 11 | الكلية التقنية في الهندسة    | 2013-2014   |
| 12 | الكلية التقنية الإدارة       | 2013-2014   |
| 13 | الكلية التقنية للصحة         | 2013-2014   |